# Жюльен, Жан де
Жан де Жюлье́н (фр. Jean de Jullienne; 29 ноября 1686, Париж — 20 марта 1766, Париж) — французский промышленник и любитель искусства, меценат, коллекционер и гравёр-любитель. Близкий друг выдающегося художника периода французского регентства Антуана Ватто.

## Биография
Жан де Жюльен был племянником текстильного фабриканта Франсуа Жюльена, который отошёл от дел в 1729 году и назначил Жана управляющим Королевскими фабриками красок и тканей (Royales de teintures et de draps), созданными вместе со своим зятем Жаном Глюком возле Королевской мануфактуры гобеленов в Париже.
Жан, получив аттестат подмастерья 6 апреля 1712 года и степень магистра 9 августа 1719 года, задумал стать художником-гравёром. Его соученик Ватто пытался его отговорить, тогда как их учитель Франсуа де Труа нашёл у Жана способности к рисованию.
В июле 1720 года Жан Жюльен женился на Мари-Луизе де Бреси де ла Семондьер, родившейся 30 декабря 1697 года в Бреси, дочери Мартена де Бресе, сьера де ла Семондьера и Франсуазы Бурден. У них было четверо детей: Жан (1721—1722), Франсуа (1722—1754), Даниэль (1723—1723) и Мария-Франсуаза (1727—1738), которые умерли раньше них.
Неутомимый труженик, Жан де Жюльен развил свой вкус, следуя советам художников, а частое посещение салонов и публичных распродаж картин позволило ему составить значительную коллекцию живописи. С 1717 по 1735 год он купил около сорока картин (со временем осталось только восемь, в том числе две картины А. Ватто: «Обезоруженная любовь» и «Меццетин»), также ему удалось собрать около 450 рисунков Ватто. Ради сохранения и популяризации творчества своего друга и замечательного художника Жан де Жюльен решил перевести его произведения в гравюры. В 1722 году он собрал для этой цели тридцать шесть художников-гравёров, включая своего родственника и друга графа де Келюса, а также Жан-Батиста де Монтюлле, Бенуа Одрана, Шарля-Николя Кошена Старшего, Франсуа Буше, которому тогда было всего девятнадцать лет, Николя Анри Тардьё, Шарля Ван Лоо, Пьера Авелина, Николя де Лармессена, Бенуа Леписье и других.

## «Сборник Жюльена»
Жан де Жюльен посвятил часть своего состояния распространению творчества друга: Антуан Ватто преждевременно скончался 18 июля 1721 года. В 1728 году Жан де Жюльен опубликовал два тома «Фигур разных персонажей, пейзажей и этюдов, нарисованных с натуры Антуаном Ватто, взятых из самых красивых кабинетов Парижа» (Figures des différents caractères de paysages et d’études dessinées d’après nature par Antoine Watteau, tirés des plus beaux cabinets de Paris); всего 351 гравюра. В предисловии к изданию он поместил «Краткое жизнеописание Ватто» (Abrégé de la vie de Watteau). Затем, в 1736 году, был издан ещё один альбом гравюр по картинам и рисункам покойного Антуана Ватто (271 гравюра). Так родился знаменитый сборник, позднее получивший название по имени создателя: «Сборник Жюльена» (Recueil Jullienne). Полное название: «L’Oeuvre D’Antoine Watteau Pientre du Roy en son Academie Roïale de Peinture et Sculpture Gravé d’après ses Tableaux & Desseins originaux…par les Soins de M. de Jullienne». Основная часть этой работы пришлась на долю Франсуа Буше (около ста листов), включая воспроизведение автопортрета Ватто, ставшее фронтисписом всего издания. В создании гравюр принимал участие граф де Келюс. Эти и другие гравюры, связанные с творчеством Ватто, хранятся в Национальной библиотеке в Париже.
Облик Жана де Жюльена известен также по гравюре, созданной Николя Анри Тардьё в 1731 году и получившей название по стихотворной подписи: «С тобою рядом сидя…». Жюльен изображён музицирующим на виолончели в парке, Ватто стоит рядом с палитрой и кистями в руках. На мольберте — неоконченная картина, внизу — ноты (живописный оригинал не сохранился). Гравюра вошла в «Сборник Жюльена».

## Наследие
В 1736 году Жан де Жюльен был принят почётным членом в Королевскую Академию живописи и скульптуры. В том же году Жюльен был произведён в кавалеры ордена Орден Святого Михаила. Написанная им биография Ватто стала первым свидетельством о жизни и творчестве этого художника. Гравюры «Сборника Жюльена» приобрели важное историографическое значение, поскольку многие произведения Ватто были позднее утрачены, другие оставались неподписанными и не датированными.
31 декабря 1739 года художник подарил четыре тома гравюр Академии живописи и скульптуры (два из них составили «Сборник Жюльена») и в тот же день был назначен почётным советником «Общества любителей искусства».
Жан де Жюльен всю жизнь оказывал покровительство художникам, таким как Жан-Батист Патер, Никола Ланкре, Алексис III Луар, Шарль-Мишель-Анж Шаль, Симон Жюльен, Розальба Каррьера, Габриэль Бриар, Антуан Буазо, Жан-Франсуа Клермон и многим другим. Он устраивал им выгодные заказы, предоставлял жильё в своём доме, пропагандировал их творчество.
Знаменитая коллекция Жюльена, выставленная в Оранжерее, примыкающей к его дому на улице Бьевр, в 1767 году была показана в Квадратном салоне Лувра (Salon carré du Louvre). Это светское мероприятие привлекло многих коллекционеров разных стран Европы. Эксперт Пьер Реми составил «Каталог картин, рисунков и гравюр», а Клод-Франсуа Жюльо — «Каталог фарфора и лаков», состоящий из 1679 номеров.
Каталоги были напечатаны и опубликованы в феврале 1767 года племянником Жана де Жюльена и его преемником Жаном-Батистом-Франсуа де Монтюлле. Первые каталоги продаж были использованы в 1733 году Эдм-Франсуа Жерсеном, торговцем картинами и другом Ватто. Вторая распродажа произведений искусства, каталог которых составил Жан-Батист Пьер Лебрен, состоялась 5 ноября 1778 года и в последующие дни в Hôtel d’Aligre.
Именно Жан де Жюльен приобрёл «художественное завещание» Ватто, картину «Лавка Жерсена» у своего двоюродного брата Клода Глюка, прапорщика Жерсена, написанную в конце 1720 года, для магазина картин Жерсена. Позднее, в 1744 году, Жюльен продал картину агенту Фридриха II Прусского графу Ротенбургу. Ныне она хранится во дворце Шарлоттенбург в Берлине.